# Colchicum feinbruniae
Colchicum feinbruniae là một loài thực vật có hoa trong họ Colchicaceae. Loài này được K.Perss. miêu tả khoa học đầu tiên năm 1992.